# Port lotniczy Anglesey
Anglesey Airport (IATA: VLY, ICAO: EGOV) – port lotniczy znajdujący się na wyspie Anglesey, w Walii, w miejscowości Llanfair-yn-Neubwll (Wielka Brytania). 